# Косоине
Косоине (итал. Cossoine) је насеље у Италији у округу Сасари, региону Сардинија.
Према процени из 2011. у насељу је живело 900 становника. Насеље се налази на надморској висини од 542 м.

## Становништво
| 1936. | 1951. | 1961. | 1971. | 1981. | 1991. | 2001. | 2011. |
| ----- | ----- | ----- | ----- | ----- | ----- | ----- | ----- |
| 1.662 | 1.789 | 1.593 | 1.231 | 1.177 | 1.077 | 982   | 900   |